# Otranto
För andra betydelser, se Otranto (olika betydelser).
Otranto (italienskt uttal: [ˈɔːtranto]; Latin: Hydruntum) är en stad och kommun i provinsen Lecce i regionen Apulien, sydöstra Italien, vid Otrantosundet, ett område känd för sin hästavel. Staden var under forntiden känd som Hydruntum.
Staden ligger på halvön Salentos östkust, och Otrantosundet, som staden har givit sitt namn till, sammanbinder det Adriatiska havet med Joniska havet som separerar Italien från Albanien. Stadens hamn är liten och det idkas viss handel i staden.
Fyren Faro della Palascìa som är belägen cirka 5 kilometer sydöst om Otranto markerar det italienska fastlandets östligaste punkt.

## Historia

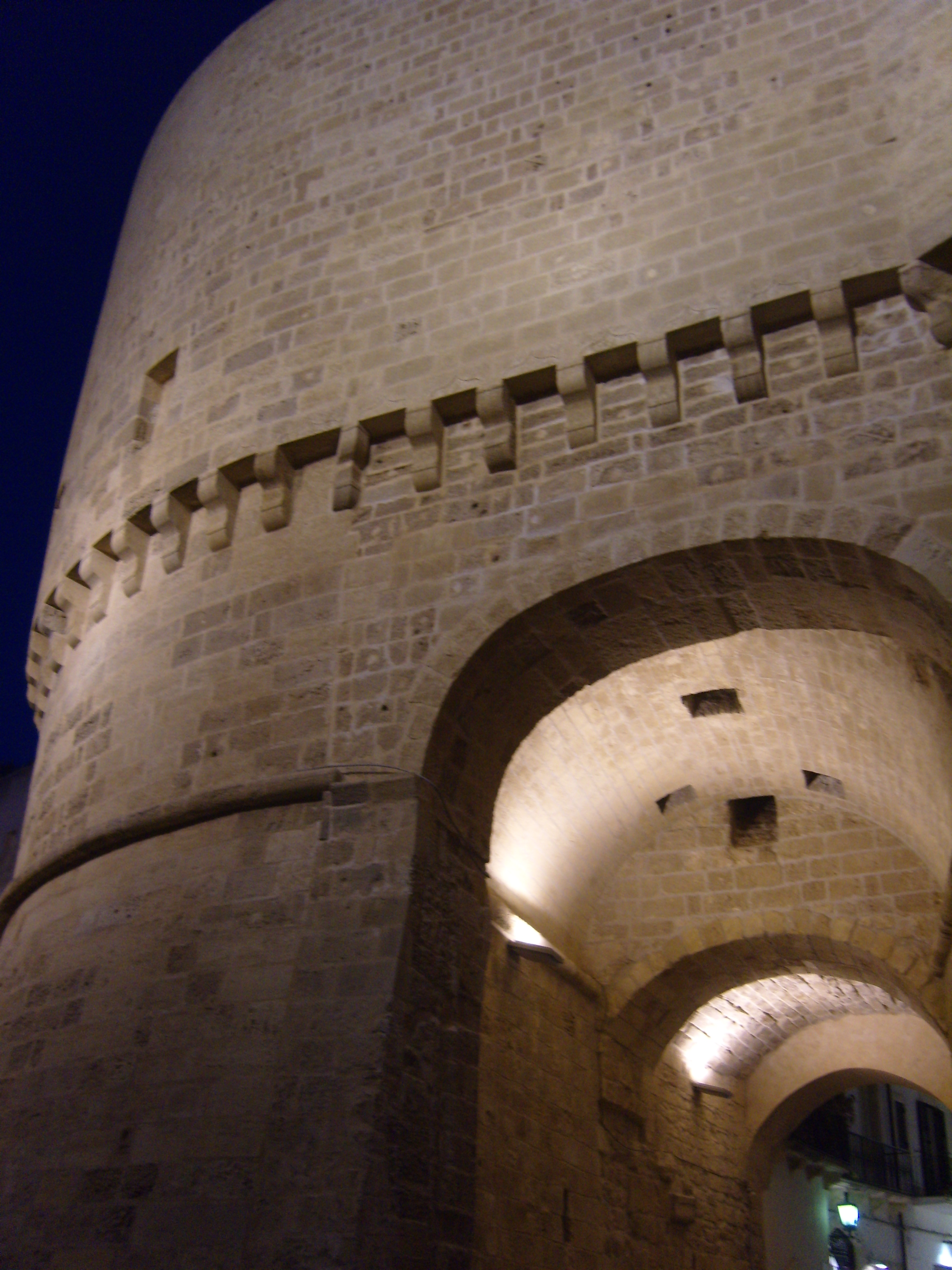
Stadens fästning

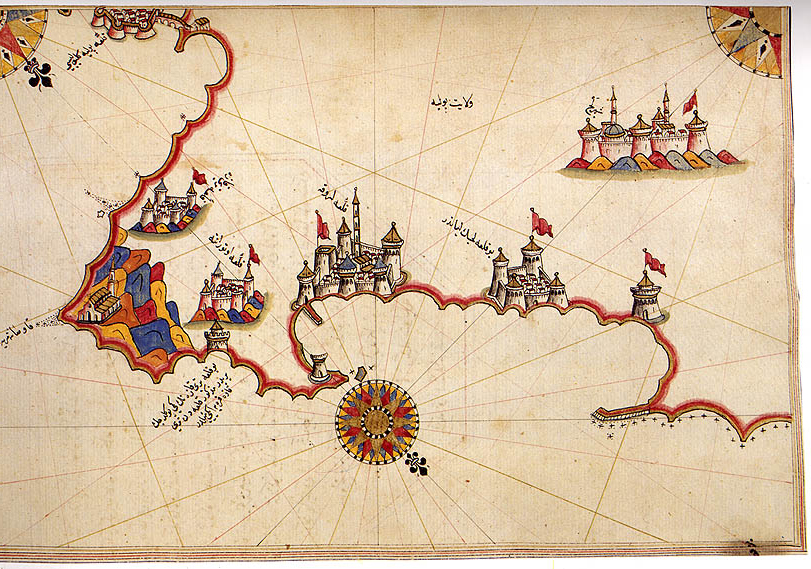
En historisk karta över Otranto gjord av Piri Reis.

Otranto ligger på platsen för det antika Hydrus (grekiska: Ὑδροῦς) eller Hydruntum (latin), även känt som Hydrunton, Hydronton, eller Hydruntu. Otranto var en stad med grekiskt ursprung som under Pyrrhus krig, samt under det första puniska kriget stred mot romarriket.
Under den romerska tiden var Otranto en stad, och som den östligaste hamnen på östkusten mot Adriatiska havet var Otranto möjligtvis viktigare än Brundisium (dagens Brindisi). Staden var under de romerska kejsarna ett centrum för handeln mot öst då avståndet till Apollonia var kortare jämfört med andra konkurrerande städer.
Under 700-talet låg staden under hertig Arechis II styre, och staden förblev under de bysantinska kejsarnas styre under lång tid och var en av de sista städer i Apulien att ge upp inför den normandiske hertigen Robert Guiscard 1068, vilket innebar att staden blev en del av Furstendömet Taranto. Under medeltiden låg här en judisk skola.

### Den osmanska invasionen

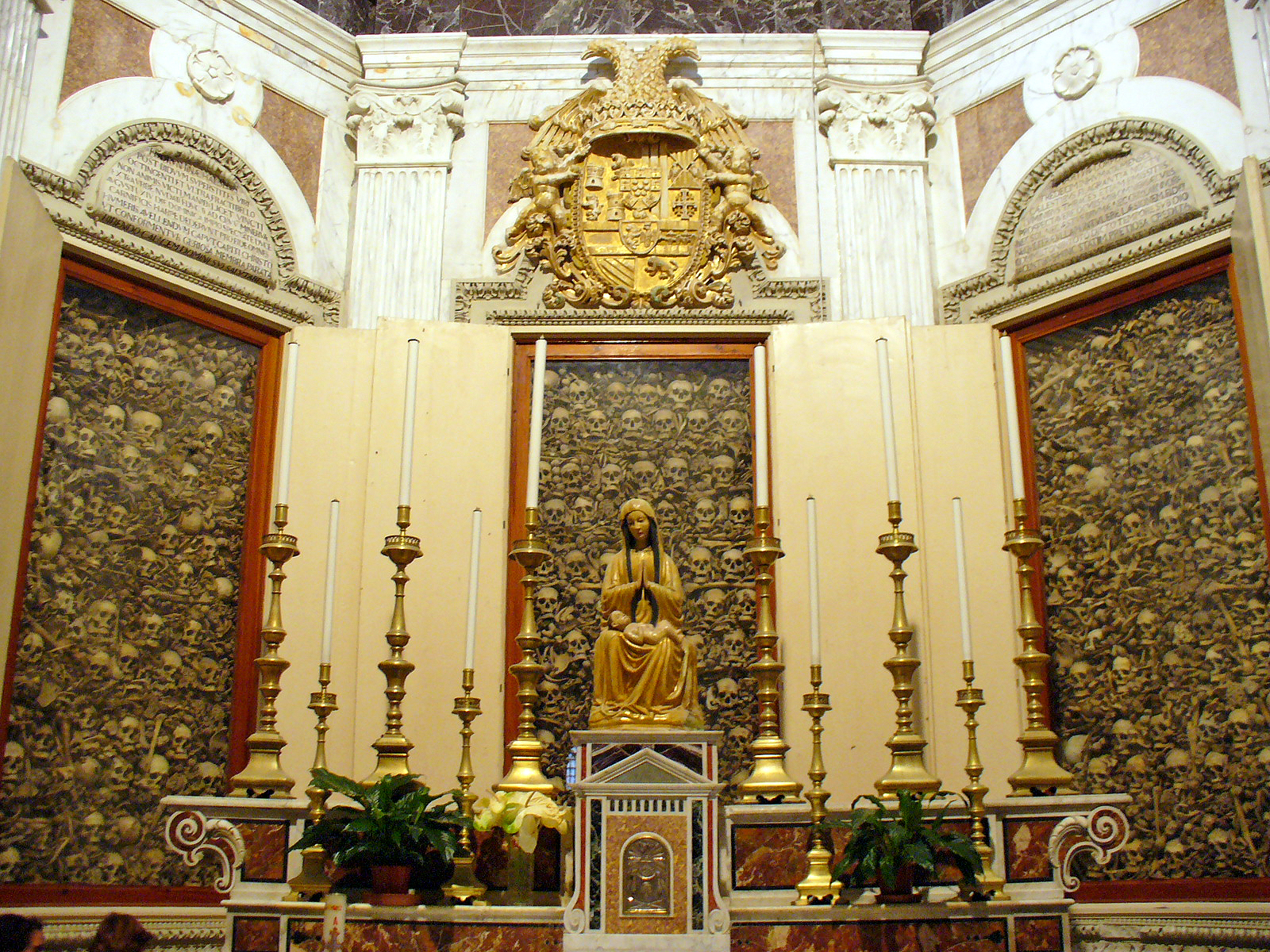
Otrantos martyrers skallar visas offentligt i Otrantos katedral.

År 1480 skickade den osmanske sultanen Mehmet II en flotta under Gedik Ahmed Pasha för att erövra Rom. Styrkan nådde Apuliens kust den 28 juli 1480 och staden erövrades på två veckor, den 11 augusti. Omkring 800 invånare, allmänt kända som Otrantos martyrer halshöggs efter att de vägrat att konvertera till islam. De helgonförklarades av påve Franciskus 12 maj 2013.
Mellan augusti och september 1480 misslyckades många försök av italienska och europeiska kungadömen att hjälpa Ferdinand I av Neapel, förutom hans kusin Ferdinand den katolske av Kungariket Sicilien och republiken Genua, som undsatte Otranto. 1481 förklarade påven ett korståg mot Otranto som skulle ledas under Ferdinand I för att återta staden. De kristna styrkorna erhöll hjälp från ungerska styrkor som skickats av den ungerska kungen Mattias I Corvinus. Turkarna kontrollerade staden i tretton månader. Mehmet II dog under försöken att erövra resterande delen av Italien. Hans efterträdare, Beyazit II beordrade att Gedik Ahmed Pasha skulle hängas, och 11 september 1481 övergav turkarna staden.
1537 återtog den berömda osmanska amiralen Khair ed-Din Otranto och fästningen i Castro, men turkarna slogs återigen tillbaka från såväl staden som resten av Apulien.

### Napoleonkrigen
1804 tvingades staden att hysa en fransk garnison som skulle spana efter engelska flottrörelser i området. Under det franska namnet Otrante skapades ett hertigdöme i det napolitanska Kungariket Neapel under Joseph Fouché, Napoleons polisminister och farfar till Margareta Fouché. Familjen använde titeln d’Otrante efter Joseph Fouchés död.[källa behövs]

## Klimat
Likt stora delar av Italien har Otranto ett medelhavsklimat

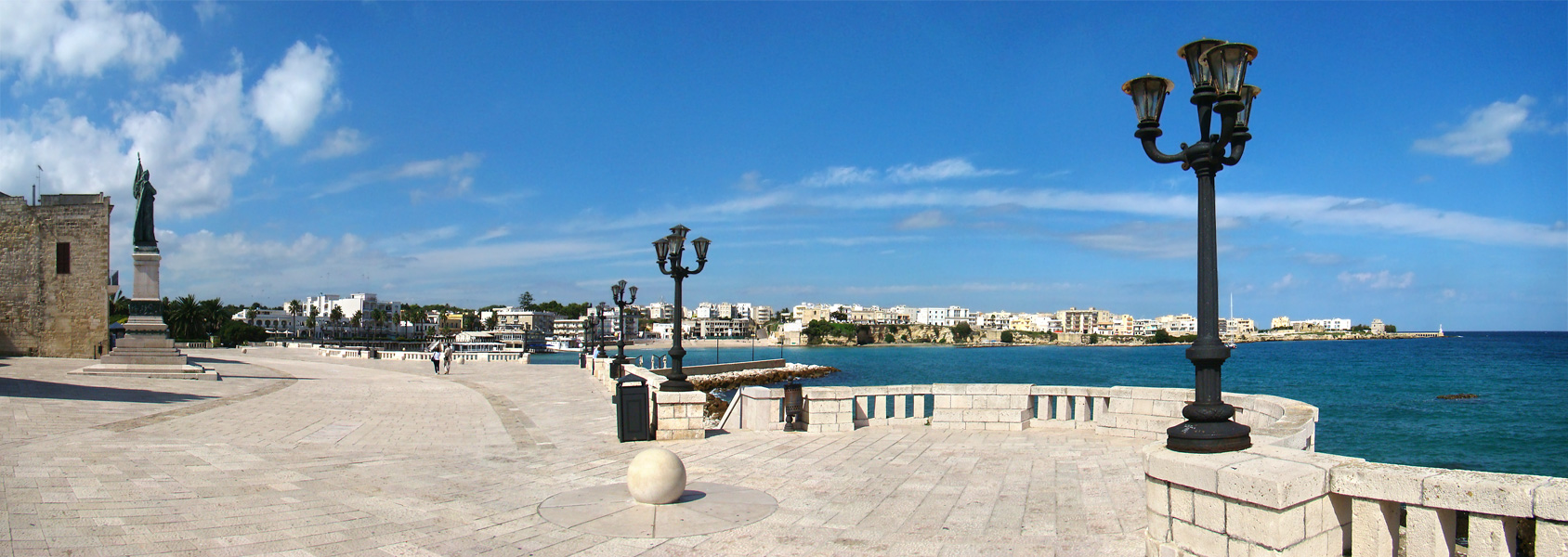
Sjösidan

|                                            | Jan  | Feb  | Mar  | Apr  | Maj  | Jun  | Jul  | Aug  | Sep  | Okt  | Nov  | Dec  |
| ------------------------------------------ | ---- | ---- | ---- | ---- | ---- | ---- | ---- | ---- | ---- | ---- | ---- | ---- |
| Normaldygnets maximitemperaturs medelvärde | 13,0 | 13,5 | 15,7 | 18,9 | 24,4 | 27,0 | 28,7 | 28,5 | 25,8 | 22,3 | 17,3 | 14,0 |
| Normaldygnets minimitemperaturs medelvärde | 7,2  | 8,2  | 9,6  | 10,0 | 12,1 | 15,9 | 21,2 | 21,1 | 16,0 | 12,7 | 10,3 | 8,3  |
|                                            |      |      |      |      |      |      |      |      |      |      |      |      |
| Nederbörd                                  | 52   | 60   | 81   | 83   | 84   | 111  | 86   | 68   | 115  | 100  | 81   | 53   |

| Diagram | temperaturer i °C • månadsnederbörd i mm | temperaturer i °C • månadsnederbörd i mm | temperaturer i °C • månadsnederbörd i mm | temperaturer i °C • månadsnederbörd i mm | temperaturer i °C • månadsnederbörd i mm | temperaturer i °C • månadsnederbörd i mm | temperaturer i °C • månadsnederbörd i mm | temperaturer i °C • månadsnederbörd i mm | temperaturer i °C • månadsnederbörd i mm | temperaturer i °C • månadsnederbörd i mm | temperaturer i °C • månadsnederbörd i mm | temperaturer i °C • månadsnederbörd i mm |
|         | 52 13 7                                  | 60 14 8                                  | 81 16 10                                 | 83 19 10                                 | 84 24 12                                 | 111 27 16                                | 86 29 21                                 | 68 29 21                                 | 115 26 16                                | 100 22 13                                | 81 17 10                                 | 53 14 8                                  |

## Vänorter
- Albanien Sarandë, Albanien